# Agent phytopathogène
Un agent phytopathogène est un organisme vivant (bactérie, virus, mycète, nématode, etc.), susceptible d'infecter les végétaux et d'y déclencher des maladies. Les agents phytopathogènes appartiennent à l'ensemble des bioagresseurs des cultures à côté des ravageurs et des adventices ("mauvaises herbes").
Beaucoup de virus phytopathogènes (phytovirus), ainsi que des phytoplasmes, sont transmis de plante à plante par des organismes vecteurs, dont des insectes phytophages.
L'étude des agents phytopathogènes relève de la phytopathologie ou pathologie végétale.